# Rudy Garcia-Tolson
Rudy García-Tolson (nacido el 14 de septiembre de 1988) es un nadador, corredor y triatleta paralímpico estadounidense.

## Biografía
García-Tolson nació con el síndrome de pterigión poplíteo, que resultó en un pie equinovaro, dedos palmeados en ambas manos, labio leporino y paladar hendido además de la incapacidad de estirar las piernas. Como usuario de silla de ruedas desde los 5 años, y tras 15 operaciones, decidió que preferiría ser un doble amputado y utilizar prótesis. Le amputaron las dos piernas por encima de la rodilla.

## Natación
Coomenzó a nadar a los 6 años. En un año, estaba compitiendo contra niños sin discapacidades y batiendo récords.
Cuando tenía ocho años, declaró que nadaría en los Juegos Paralímpicos de 2004. Fue fiel a su palabra y ganó la medalla de oro  individual de 200 metros y rompió el récord mundial de su clase SM7.
En los juegos paralímpicos de Pekín 2008, a los 20 años, ganó nuevamente la medalla de oro en el evento de 200 m individuales, rompiendo su propio récord mundial SM7 dos veces en el proceso. También ganó la medalla de bronce en el evento de 100 m SB7.
En los Juegos Paralímpicos de 2012 en Londres, rompió el récord mundial SM7 en 200 metros individual. En la final, tanto él como Yevheniy Bohodayko nadaron aún más rápido. Bohodayko tocó la pared primero; García-Tolson obtuvo la presea de plata.

## Otros deportes

### Atletismo
Comenzó a correr a los 7 años. A los 13 años, tenía el T42 American Records en todas las distancias desde 400 metros hasta la media maratón.
En los Juegos Parapanamericanos de 2011, ganó una medalla de plata en el evento T42 de 100 metros. En los Juegos Paralímpicos de Verano de 2012, compitió en pista y piscina. Obtuvo mejores tiempos personales en sus eventos T42 de 100 metros y 200 metros, pero no calificó para la final.

### Triatlón
Compitió en su primer triatlón a los 8 años como nadador en un equipo de relevos. Él corrió junto a celebridades como Robin Williams como parte del equipo Braveheart.
A los 10 años, completó el primero de muchos triatlones individuales.
En 2006, completó el Campeonato Mundial Ford Ironman 70.3 en Clearwater, Florida. Intentó participar en el Campeonato Mundial de Ironman 2009 en Kona, pero perdió el corte mínimo para bicicleta por 8 minutos. Seis semanas después, en Ironman Arizona, se convirtió en el primer doble amputado por encima de la rodilla en completar un triatlón Ironman.
El paratriatlón fue incluido en el programa para los Juegos Paralímpicos de 2016. Aunque anteriormente describió el triatlón como "entrenamiento cruzado para la natación", García-Tolson mostró cierto interés en competir.
Otros deportes
Otras de sus actividades deportivas incluyen practicar karate, skate, así como kayak y bicicleta de montaña.

## Reconocimientos y premios
En 2003, fue nombrado uno de los "20 adolescentes que cambiarán el mundo" de la revista Teen People. Fue el tema de "Final Story" de The Final Sprint en diciembre de 2006; una columna mensual que tiene como objetivo destacar las cuentas notables y objetivas de los corredores que han superado obstáculos importantes y / o han cambiado sus vidas a través de la carrera. Ha ganado varios premios, incluido el Premio Arete Courage in Sports y el Premio Casey Martin de Nike. Después de su éxito en Ironman Arizona, fue nominado para un Premio ESPY en 2010. 

## Vida personal
Ha sido portavoz de la Challenged Athletes Foundation desde 1999.
Es estudiante en Southwestern College, le gusta la música hip hop y el skateboarding, y tiene un hermano y tres hermanas.